# شهرك بشت غتش (بهمئي غرمسيري الجنوبي)
شهرك بشت غتش (بالفارسية: شهرک پشت گچ) هي قرية تقع في إيران في قسم بهمئي غرمسیري الجنوبي الريفي. يقدر عدد سكانها بـ 201 نسمة بحسب إحصاء 2016.